# Тимирязева (Адыгея)
Тимиря́зева — посёлок в Майкопском муниципальном районе Республики Адыгея России. Административный центр Тимирязевского сельского поселения.

## Этимология
Посёлок назван в честь К. А. Тимирязева (1843—1920), русского естествоиспытателя, специалиста по физиологии растений.

## История
Посёлок — бывший участок Майкопской опытной станции ВИР, образованной 28 марта 1930 года при непосредственном участии Н. И. Вавилова, на месте существующих участков Майкопского сортсемтреста. 

## Население
| 2002  | 2010  | 2013  | 2014  | 2015  | 2016  | 2017  |
| ----- | ----- | ----- | ----- | ----- | ----- | ----- |
| 1096  | ↗1142 | ↗1145 | ↘1138 | ↗1152 | ↘1146 | ↗1153 |
| 2018  | 2019  | 2020  | 2021  | 2023  | 2024  |       |
| ↗1163 | →1163 | ↘1156 | ↗1168 | ↗1169 | ↗1182 |       |

### Национальный состав
По данным Всероссийской переписи населения 2021 года:
| Народ               | Численность, чел. | Доля от всего населения, % |
| ------------------- | ----------------- | -------------------------- |
| русские             | 1 110             | 95,03 %                    |
| другие / не указано | 58                | 4,97 %                     |
| всего               | 1 168             | 100,0 %                    |

## Улицы
- ул. Зелёная,
- ул. Лесная,
- ул. Молодёжная,
- ул. Октябрьская,
- ул. Садовая.